# ЗСУ-23-4М-А1 «Рокач»

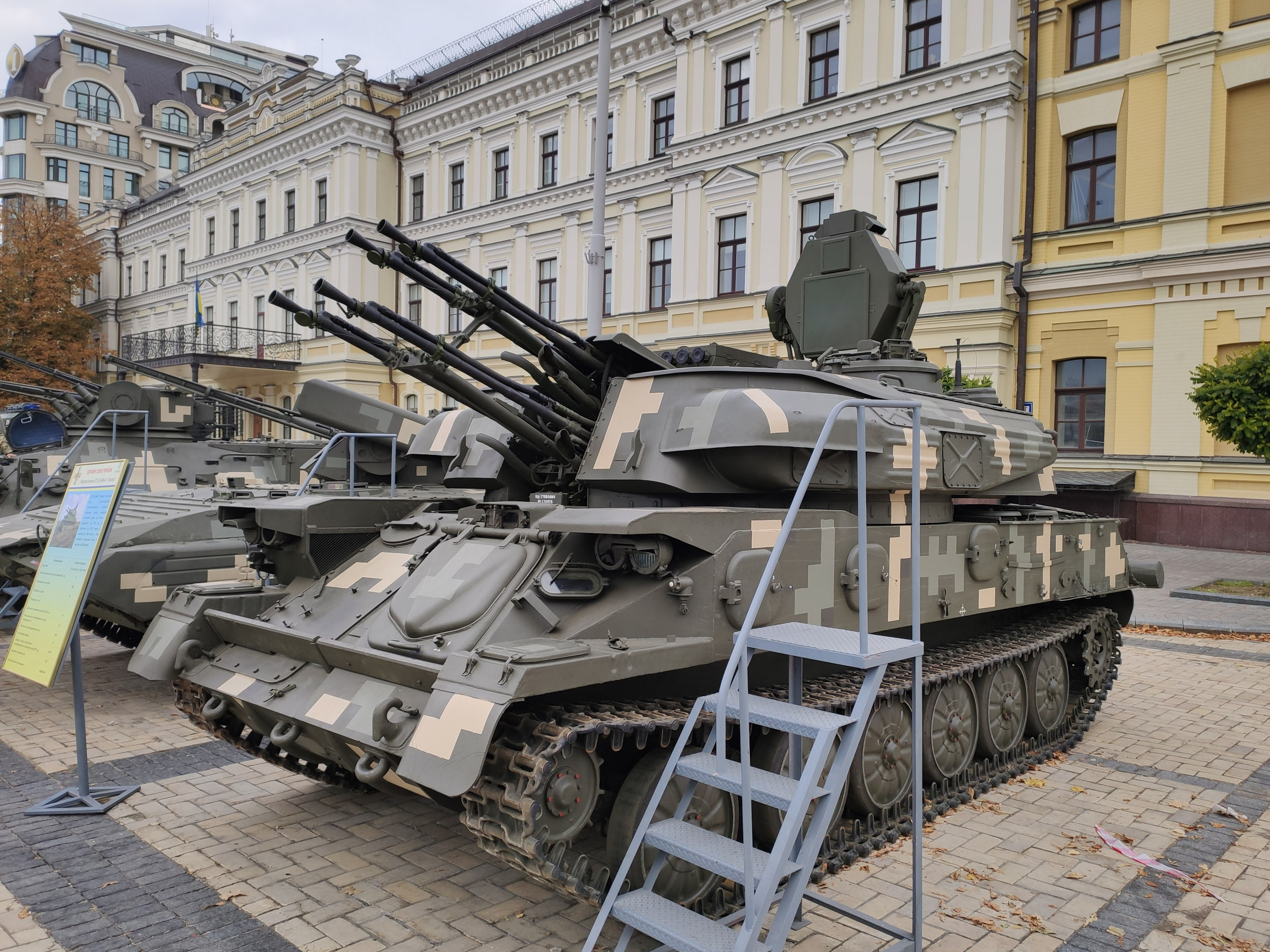

ЗСУ-23-4М-А1 «Рокач» — украинский зенитно-артиллерийский комплекс малого радиуса действия, дальнейшее развитие советского комплекса ЗСУ-23-4 «Шилка».

## История

### Предыстория
До начала войны на востоке Украины вооруженные силы Украины имели на вооружении два типа зенитно-артиллерийских комплексов противовоздушной обороны ближнего радиуса действия — советские комплексы ЗСУ-23-4 «Шилка» и 2С6 «Тунгуска». Систем 2С6 насчитывалось около 120 штук, а комплексов ЗСУ-23-4 — один зенитно-артиллерийский дивизион в составе 36-й бригады береговой обороны ВМС. Для более современных комплексов 2С6 не хватало запчастей, и в армию стали поступать ЗСУ-23-4 после капитального ремонта.
С начала российской агрессии пророссийские силы на Донбассе применяли против украинских войск в основном разведывательные БПЛА, при помощи которых вычислялись позиции украинских войск и корректировался огонь артиллерии. Этот опыт показал, что роль зенитно-артиллерийского на фронте сильно возросла. Основной целью таких комплексов стали БПЛА.
Главной проблемой ЗСУ-23-4 «Шилка» стала её низкая дальность, составлявшая всего 2,5 км, не позволявшая достичь разведывательные БПЛА, а так же устаревший радар, не подходящий для войны в 21-м веке. Также проблемой оставалось техническое состояние, почти все «Шилки» до войны хранились на базах хранения под открытом небом и длительное время не обслуживались. Основное шасси серии ГМ производились на Мытищинском машиностроительном заводе в России, а у ЗУР для «Тунгусок» вышли сроки годности.

### Разработка
С 2015 года завод «Арсенал» начал вариант модернизации ЗСУ-23-4 «Шилка».
В 2017 году сообщалось, что завод «Арсенал» завершил глубокую модернизацию установки. Модернизированная установка получила следующие изменения:
- Радиационная система 1РЛ33М заменена на многофункциональную РЛС «Рокач-АС» с цифровой антенной решеткой
- Установлена новая оптико-электронная система, имеющая оптический и тепловизионный каналы, а так же лазерный дальномер
- Добавлена ракетная установка с 4-мя зенитно-управляемыми ракетами ближнего радиуса. Их дальность поражения составляет 5 км.
- Проведена замена расчетно-вычислительного устройства на цифровую вычислительную систему, интегрированы новые боевые алгоритмы управления оружием
- Проведена замена других узлов и блоков. Планировалась замена газотурбинного двигателя на более экономичный.

Ключевое улучшение ЦАР «Рокач-АС», которая способна обнаруживать и сопровождать БПЛА с эффективной поверхностью рассеивания около 0,001 м2 на расстояниях до 7 км. Старая РЛС имела сектор сканирования 15 градусов, а при сопровождении цели ширина захвата составляла 1 градус, а в «Рокач-АС» обзор пространства осуществляется одновременно в секторе 18 градусов как по азимуту, так и по углу. Это решало проблему радара 1РЛ33М, который тратил значительное время на поиск и обнаружение целей. «Рокач-АС» может одновременно сопровождать несколько целей в пределах направления радара. В сравнении с 1РЛ33М, новый радар также значительно экономит место внутри башни. 1РЛ33М занимал все внутреннее пространство, а «Рокач-АС» значительно меньшую часть и вынесен наружу башни. Опытные испытания проводились предприятием на Черниговском полигоне.
В октябре 2017 года версия ЗСУ-23-4М-А1 была впервые презентована на выставке «Зброя та Безпека-2017».
22 февраля 2019 года СНБО сообщил об испытаниях комплекса на полигоне «Ягорлык» в Херсонской области.
24 июня 2019 года опытный образец комплекса ЗСУ-23-4М-А1 прошел ведомственные испытания. Министерство обороны постановило, что комплекс готов к опытной эксплуатации в Вооруженных силах Украины. По данным Defense Express, испытания проходил и третий вариант ЗСУ-23-4М-А3.

В 2020 году Министерство обороны планировало заказать две партии модернизированных ЗСУ-23-4М-А.По данным Defense Express, Минобороны включило комплектование зенитных подразделений ВСУ в государственный оборонный заказ на 2020:
В условиях ограниченных финансов, в том числе вызванном последствиями карантинных мер, предприятие осуществило подготовку производственной базы и в ноябре предоставило Министерству обороны Украины необходимые расчеты с выводами для подготовки проекта государственного контракта.
— Представители Министерства обороны, 2020.
Контракт находится в стадии заключения. Все необходимые материалы нам министерством обороны переданы. По плану контракт должен быть заключен в ближайшее время в рамках госзаказа этого года.

— Игорь Волощук, генеральный директор завода «Арсенал», 2020.
По состоянию на 2020—2021 год, ситуация с вражескими БПЛА в войне на Донбассе требовала решения: переработанные бюджетные китайские дроны постоянно летали над позициями ВСУ, а война в Нагорном Карабахе 2020 года показала эффективность применения беспилотных аппаратов. Российская армия также начала получать серийные образцы ударных БПЛА.
В октябре 2021 года комплекс демонстрировался на выставке в Киеве. Представители Вооруженных сил Украины сказали, что испытания опытного образца близки к завершению и уже в 2022 году первые машины могут начать испытания в рядах ВСУ.

## Описание
По словам Леонида Шацмана, директора компании «Скайнет Itd», которая производит РЛС для установки, в сравнении с советскими РЛС и аналоговыми системами обнаружения, новый комплекс получил вдвое большую дальность обнаружения цели. Так цель на примере истребителя, новая РЛС обнаруживает на дальности 25 км. Так же появилась возможность, обнаруживать маневренные и малозаметные цели, в том числе и цели на предельно низкой, около нулевой, высоте. Например гражданские БПЛА типа «Mavic» или «Phantom» способен обнаружить на расстоянии 3-9 км.

## Боевое применение
В июне 2022 года в ходе Российского вторжения на Украину, сообщалось о боевом применении комплекса ЗСУ-23-4М-А1. Зенитчики работали в ручном режиме, только с оптическим каналом. Как объясняет издание Defense Express, это необходимо для соблюдения режима скрытности, в случае включения РЛС, установка будет замечена вражескими средствами радио-электронной разведки, после чего по координатам установки будет нанесён артиллерийский удар.

## Галерея

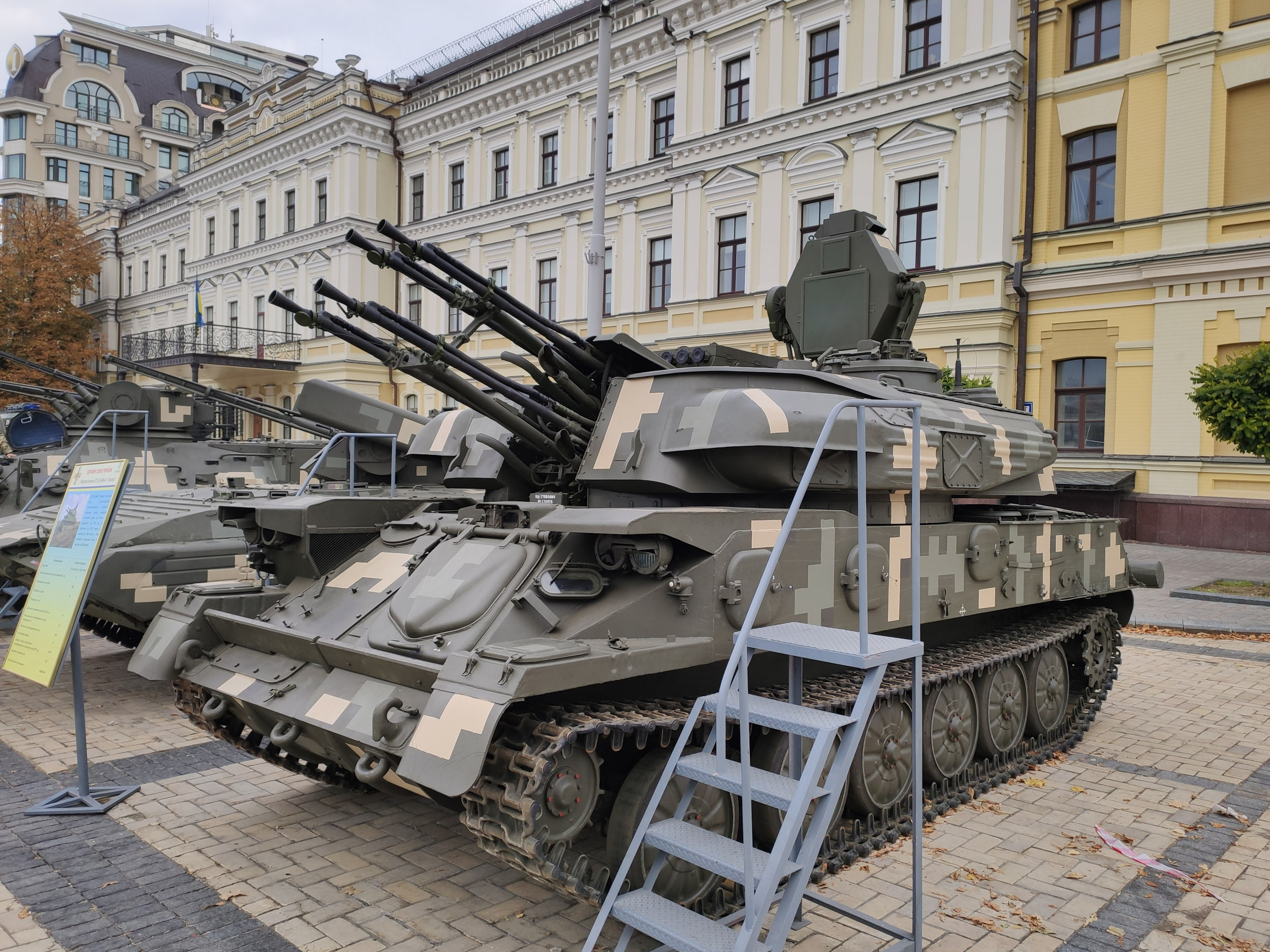
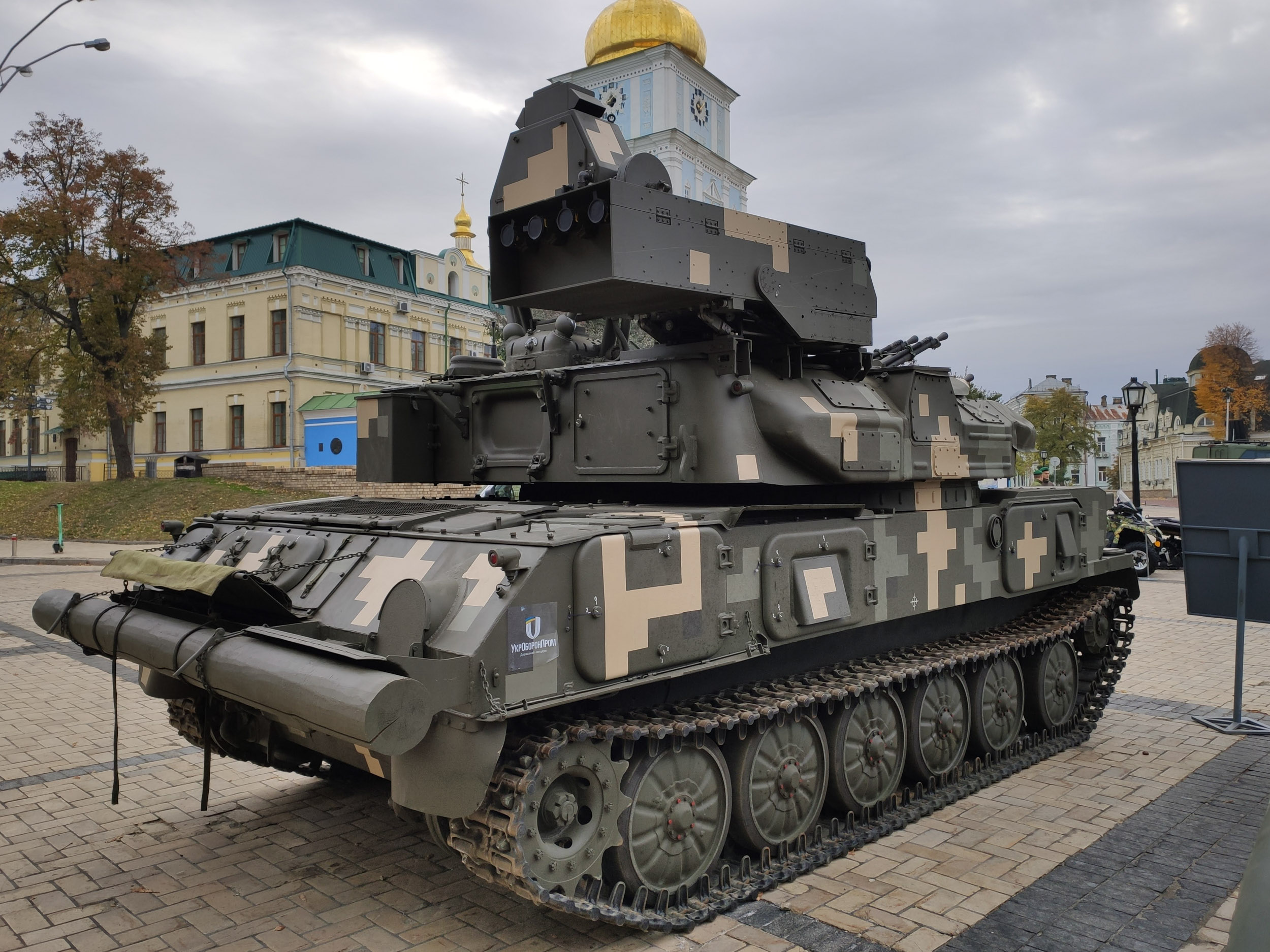